# Christian Lotz (Philosoph)
Christian Lotz (* 21. Februar 1970 in Wuppertal) ist ein deutsch-amerikanischer Philosoph, der an der Michigan State University lehrt (Stand: 2019). Lotz lehrt vornehmlich Europäische Philosophie des 19. und 20. Jahrhunderts, insbesondere Deutsche Philosophie, Ästhetik, Kritische Theorie, Marx/Marxismus, Politische Philosophie, und Philosophie der Kultur.

## Leben
Lotz studierte Philosophie, Soziologie und Kunstgeschichte an der Otto-Friedrich-Universität Bamberg. Im Jahr 2002 erfolgte an der Philipps-Universität Marburg seine Promotion. Er war an der Emory University Research Fellow von 2000 bis 2002 und lehrte an der Seattle University und an der University of Kansas. Er war 2011 und 2013 DAAD Gastdozent an der Brandenburgischen Technischen Universität Cottbus.

## Schriften (Auswahl)
- Christian Lotz, M. Götze, K. Pollok und D. Wildenburg (Hrsg.): Philosophie als Denkwerkzeug. Zur Aktualität transzendentalphilosophischer Argumentation. Königshausen & Neumann, Würzburg 1998.
- Christian Lotz und D. Carr (Hrsg.): Subjektivität – Verantwortung – Wahrheit. Neue Aspekte der Phänomenologie Edmund Husserls. Lang, Frankfurt/M. 2002.
- Christian Lotz, T. Wolf und W. Ch. Zimmerli (Hrsg.): Erinnerung. Philosophische Positionen, Perspektiven und Probleme. Fink, München 2004
- Vom Leib zum Selbst. Kritische Analysen zu Husserl und Heidegger. Alber, Freiburg 2005
- Christian Lotz und Corinne Painter (Hrsg.): Phenomenology and the Non-Human Animal. At the Limits of Experience. Contributions to Phenomenology, Springer, Dordrecht 2007
- From Affectivity to Subjectivity. Husserl’s Phenomenology Revisited. Palgrave, London 2008
- Christian Lotz, Hans Friesen, Markus Wolf und Jakob Meier (Hrsg.): Ding und Verdinglichung. Technik- und Sozialphilosophie nach Heidegger und der kritischen Theorie. Fink, München 2012
- Christian Lotz zu Karl Marx: Das Maschinenfragment, Hamburg, Laika Verlag 2014
- The Capitalist Schema. Time, Money, and the Culture of Abstraction, Lanham, Lexington Books 2014
- The Art of Gerhard Richter. Hermeneutics, Images, Meaning, London: Bloomsbury Press 2015